# リーズン・トゥ・ビリーヴ
- リーズン・トゥ・ビリーヴ
- リーズン・トゥ・ビリーブ

「リーズン・トゥ・ビリーヴ」（Reason To Believe）は、アメリカ合衆国のフォーク歌手、ティム・ハーディンの楽曲。1966年7月に発売された1作目のスタジオ・アルバム『ティム・ハーディン1』に収録された。
発売後、多数のアーティストによってカバー・バージョンが発表された。

## 背景・リリース
コロムビア・レコードとの契約終了後、バーティンはヴァーヴ・フォアキャスト・レコードと契約を結んだ。「リーズン・トゥ・ビリーヴ」は、1965年12月にレコーディングされ、翌年7月に発売された1作目のスタジオ・アルバム『ティム・ハーディン1』のB面1曲目に収録された。
『オールミュージック』のマシュー・グリーンウォールドは「最も心のこもった曲の1つで、ロマンスの最中で彼女をものにしたいという気持ちと、相手への疑いの心について歌われている。薄手の布のようにスムーズにコードが進行し、やさしく穏やかなメロディーで構成されている」と評している。
1994年に発売されたコンピレーション・アルバム『ハング・オン・トゥ・ア・ドリーム』にも収録されたほか、2000年に公開された映画『ワンダー・ボーイズ』でサウンドトラックとして使用された。

## カバー・バージョン

### ロッド・スチュワートによるカバー
1971年にロッド・スチュワートによってカバー・バージョンが発表され、同年5月に発売されたスタジオ・アルバム『エヴリ・ピクチャー・テルズ・ア・ストーリー』のB面5曲目に収録された。また、同年7月には同アルバムからの第1弾シングルとして発売され、B面には「マギー・メイ」が収録された。シングル盤は、全英シングルチャートとBillboard Hot 100では両A面扱いとなっており、それぞれのチャートで第1位を獲得した。
1993年に発売されたライブ・アルバム『アンプラグド』にライブ音源が収録され、同作から第2弾シングルとしてリカットもされた。ライブ音源のシングル盤は、カナダの『RPM』誌が発表したCanada Adult Contemporaryで1位を獲得し、Billboard Hot 100で最高位19位を獲得した。『RPM』誌の年間チャート（Canada Adult Contemporary）では3位、同誌の年間チャート（Canada Top Singles）では22位、『ビルボード』誌の年間チャートでは90位を獲得した。

#### チャート成績

##### 週間チャート
| チャート (1971年)                                      | 最高位 |
| ------------------------------------------------------ | ------ |
| ベルギー (Ultratop 50 Wallonia)                        | 24     |
| カナダ トップシングルス (RPM)                          | 24     |
| ドイツ (GfK Entertainment charts)                      | 79     |
| UK シングルス (OCC) 「マギー・メイ」との両A面扱い      | 1      |
| - US Billboard Hot 100 - 「マギー・メイ」との両A面扱い | 1      |
| US Cash Box Top 100                                    | 80     |
| US Record World Singles Chart                          | 29     |

| チャート (1993年)                       | 最高位 |
| --------------------------------------- | ------ |
| カナダ トップシングルス (RPM)           | 3      |
| カナダ アダルト・コンテンポラリー (RPM) | 1      |
| ドイツ (GfK Entertainment charts)       | 79     |
| UK シングルス (OCC)                     | 51     |
| US Billboard Hot 100                    | 19     |
| US Adult Contemporary (Billboard)       | 2      |
| US Mainstream Top 40 (Billboard)        | 24     |

##### 年間チャート
| チャート（1993年）              | 順位 |
| ------------------------------- | ---- |
| Canada Top Singles (RPM)        | 22   |
| Canada Adult Contemporary (RPM) | 3    |
| US Billboard Hot 100            | 90   |

#### 認定
| 国/地域                  | 認定 | 認定/売上数 |
| ------------------------ | ---- | ----------- |
| ニュージーランド (RMNZ)  | Gold | 10,000*     |
| * 認定のみに基づく売上数 |      |             |

### その他のアーティストによるカバー
1968年にペギー・リーは、シングル盤として発売。同年に発売されたライブ・アルバム『2 Shows Nightly』には、ライブ音源が収録された。
1970年にカーペンターズは、アルバム『遥かなる影』でカバー。1995年に発売されたコンピレーション・アルバム『Interpretations:カーペンターズ コレクション 25th Anniversary Celebration』には、リチャード・カーペンターによってリミックスが施された音源が収録された。
1990年にウィルソン・フィリップスは、アルバム『ウィルソン・フィリップス』でカバー。
1995年に柳原陽一郎は、アルバム『ドライブ・スルー・アメリカ』で独自の日本語詞をつけてカバー。
2012年にカレン・ダルトンは、アルバム『1966』でカバー。